# Ali Ekber Çiçek
Ali Ekber Çiçek (1935, au village d’Ulalar près d’Erzincan en Turquie - 26 avril 2006 à İstanbul) est un aşık (auteur-compositeur-interprète et joueur de saz) turc.
Il perd son père à l’âge de quatre ans à la suite d'un séisme qui frappe Erzincan. Il grandit dans un milieu alévi, religion dont il découvre les poèmes et les mélodies lors des rituels du cem, et apprend le bağlama.
Il se rend à İstanbul, là où il continue à s'exercer à sa passion de joueur de Saz et de chanteur. Le talent dont il fait preuve va lui permettre de se faire une certaine renommée dans le milieu de la musique populaire. De surcroît, ses aptitudes et sa virtuosité dans l'art musical vont lui donner le privilège d'être reçu à l’examen d’entrée nouvellement créé à la radio turque (TRT). Il travaillera à la radio d’Ankara avec Muzaffer Sarısözen et enregistrera plus de 400 türküs en 35 ans.
Sa chanson Haydar, haydar est considérée comme un chef-d’œuvre absolu du genre musical.